# 余德辉
余德辉（1959年12月—），男，汉族，广东海丰人，中华人民共和国政治人物。

## 生平
生于广东省海丰县赤坑镇，早年在中华人民共和国国家环境保护总局任职:1117。曾任内蒙古自治区人民政府副主席，中国铝业公司总经理。